# The Revolution Will Not Be Televised (film)
The Revolution Will Not Be Televised (in spagnolo: La revolución no será transmitida), anche noto come Chávez: Inside the Coup, è un film-documentario del 2003, che racconta la storia del colpo di Stato fallito che depose per due giorni il Presidente venezuelano Hugo Chávez.
Il film si concentra sull'atteggiamento tenuto dai media privati venezuelani in occasione di alcuni eventi cruciali: la marcia di protesta e gli scontri che portarono alla cacciata di Chavez, la formazione del governo di transizione presieduto dall'uomo di affari Pedro Carmona, il fallimento dello stesso.
Il film fu accolto positivamente dalla critica e vinse numerosi premi. I recensori osannarono la prossimità senza precedenti rispetto agli eventi narrati; i detrattori si concentrarono sul giudizio tendenzialmente favorevole al Presidente Chávez.